# Робити гроші (фільм)
«Роби́ти гро́ші» (англ. Doing Money), або «Заробіток»,[⇨] — британський телевізійний фільм 2018 року, кримінальна драма про сучасне секс-рабство. Фільм, знятий кінорежисеркою Лінсі Міллер (англ. Lynsey Miller) за сценарієм Гвінет Г'юз (англ. Gwyneth Hughes), вийшов на каналі BBC Two 5 листопада 2018. Продюсер — Майк Дормер (англ. Mike Dormer), виробник — кінокомпанія Renegade Pictures.
Історія румунської дівчини, викраденої серед білого дня в Лондоні, заснована на романі «Рабиня» (англ. Slave) Джейсона Джонсона (англ. Jason Johnson), що був опублікований у Великій Британії 3 травня 2018 року.

## Сюжет
Ана, румунська дівчина, яка навчалася в Лондоні у британській школі медичних сестер, була викрадена посеред дня на вулиці багатомільйонного міста та перевезена до Ірландії. Юну дівчину перетворили на сексуальну рабиню та змушували працювати в кількох підпільних борделях. Не сподіваючись на допомогу байдужого суспільства та недосконале законодавство Сполученого Королівства, Ана пережила чимала моральних і фізичних знущань, аж поки не виборола довгоочікувану свободу.

## Виробництво фільму
Кастинг на фільм був оголошений у серпні 2018 року. Фільм заснований на книзі-розслідуванні Джейсона Джонсона, що розповів про сучасних секс-рабинь із Східної Європи, існування яких «не помічає» цивілізоване західне суспільство.
Телеканал BBC показав фільм у своїй серії програм «Чому рабство?» (англ. Why Slavery?), прив'язаної до Міжнародного дня боротьби з цим ганебним явищем (4 жовтня).

## Актори
| Актори                                    | Персонажі                                     |
| ----------------------------------------- | --------------------------------------------- |
| Анка Думітра (Anca Dumitra)               | Ана (Ana)                                     |
| Аллен Ліч (Allen Leech)                   | Дугі Грант (DI Dougie Grant)                  |
| Карен Хассан (Karen Hassan)               | Рейчел Міскеллі (DC Rachel Miskelly)          |
| Алек Секереану (Alec Secăreanu)           | Лука (Luca)                                   |
| Малина Мановічі (Mãlina Manovici)         | Крина (Crina)                                 |
| Косміна Стратан (Cosmina Stratan)         | Анцута Шварц (Ancuta Schwarz)                 |
| Драгош Букур (Dragoș Bucur)               | Йонут Ілі (Ionut Ilie)                        |
| Серджиу Костаке (Sergiu Costache)         | Стефан (Stefan)                               |
| Аліна Сербан (Alina Serban)               | Лілія (Lily)                                  |
| Воіца Олцеан (Voica Oltean)               | Скінні (Skinny)                               |
| Тйорло Конвері (Turlough Convery)         | Деклан (Declan)                               |
| Гвін Макелвін (Gwynne McElveen)           | Ніем О'Донохью (Garda Sgt. Niamh O'Donoughue) |
| Джонатан Гарден (Jonathan Harden)         | Ліам Партрідж (DC Liam Partridge)             |
| Том Ґлінн-Карні (Tom Glynn-Carney)        | Шон (Sean)                                    |
| Раян Макпарланд (Ryan McParland)          | Роббі (Robbie)                                |
| Мадаліна Краю (Madalina Craiu)            | Лаура (Laura)                                 |
| Джеймі-Лі О'Доннелл (Jamie-Lee O'Donnell) | Фіона (Fiona)                                 |

## Український переклад
Телефільм під назвою «Заробіток» перекладений студією DniproFilm для вебрелізу.

## Критика та відгуки
На сайті Rotten Tomatoes на 4 січня 2019 року написано поки лише три рецензії, але всі — «свіжі помідори».

### Актори про фільм
Виконавиця головної ролі Анка Думітра назвала свою героїню Ану «по-справжньому чудовою людиною», «дівчиною, що пережила нескінченні знущання з мужністю і рішучістю» та «героєм реального життя»: «Це історія, яку необхідно побачити».
Виконавець головної ролі Аллен Ліч висловив задоволення участю у створенні такою «важливою історії» та виконанню ролі детектива. За словам актора, фільм «проливає світло на шокуючу правду про торгівлю людьми і рабства у Великій Британії».

### Відгуки глядачів
У відгуках глядачів фільму зустрічаються епітети «жахливий», «болісний», «брутальний», такий що «розбиває серце» та «позбавляє спокою».